# 中野二郎 (作曲家)
中野 二郎（なかの じろう、1902年4月10日 - 2000年6月10日）は、日本のマンドリン奏者・指揮者・作曲家・編曲家。

## 概要
愛知県瀬戸市出身。愛知県立工業学校図案科卒。1920年（大正9年）に名古屋高等工業学校建築科に助手として採用されると、初任給20円で当時日本では珍しかったマンドリンを購入。マンドリンのほかギター演奏および作曲を独学で習得し、マンドリン合奏曲・マンドリン独奏曲・ギター独奏曲を作曲。また『一茶さん』などの童謡作曲家としても知られる。1922年に助手の職を辞して本格的に演奏・作曲活動を始め、1945年からはNHK名古屋放送管弦楽団の指揮者を務めた。『パガニーニの主題による30の変秦曲』が1954年のイタリア国際ギター作曲コンクールに入賞している。数多くのイタリアの管弦楽曲や吹奏楽曲を日本に紹介し、マンドリンオーケストラのために編曲。その際に収集した資料の多くは同志社大学附属機関である図書館（中野譜庫）に保存されている。
生涯の作曲数は700曲以上。世界から約1万5千点の楽譜を収集し、1985年（昭和60年）に同志社大学図書館に寄贈された（中野譜庫）。

## 主な作品

### ギター独奏
- アリランの主題による変奏曲
- パガニーニの主題による30の変奏曲

### マンドリン独奏
- 祈り
- 「春が来た」変奏曲
- 「旅愁」の主題による変奏曲
- 第二幻想曲
- セレナータ
- 祈り
- 夕べの想い（夜曲）
- 「美しき我が子や何処（英語版）」による主題と変奏曲
- 星夜
- 落葉の唄
- 三つの練習曲

### マンドリンオーケストラ
- 組曲「漁村の一夜」
- 本朝昔噺絵本
- アイヌわらべ歌による綺想曲

### 編曲作品
- 幻想曲「華燭の祭典」（ジュゼッペ・マネンテ作曲）
- 序曲「昔と今」（ジュゼッペ・マネンテ作曲）
- 序曲「滅びし国」（ジュゼッペ・フィリッパ作曲）
- 叙景的幻想曲「山国の婚礼」（ヴィットリオ・フィリッパ作曲）
- シンフォニア（ジュゼッペ・マネンテ作曲）
- 怯える小鳥（ジュゼッペ・フィリッパ作曲）
- 独創的序曲「国境なし」（ジュゼッペ・マネンテ作曲）
- 組曲「北欧のスケッチ」（アメデオ・アマデイ作曲）
- 「東洋の印象」第一組曲・第二組曲（アメデオ・アマデイ作曲）
- 組曲「エジプトの幻影」（ジュリオ・デ＝ミケーリ作曲）
- 組曲「中世の放浪学生」（アメデオ・アマデイ作曲）
- 組曲「吟遊詩人」（アメデオ・アマデイ作曲）
- 間奏曲「彷徨える霊」（ウーゴ・ボッタキアリ作曲）
- 歌劇「アルテミシア」序曲（ドメニコ・チマローザ作曲）